# Junius Matthews
Junius Matthews est un acteur américain né le 12 juin 1890 à Chicago (Illinois), mort le 18 janvier 1978 à Los Angeles (Californie).
Il est surtout connu pour avoir été la voix anglophone de Coco Lapin dans le premier long métrage de Disney consacré à Winnie l'ourson.

## Filmographie
- 1917 : The Silent Witness
- 1943 : Seeds of Freedom
- 1946 : L'Ange noir (Black Angel)
- 1946 : Sans réserve ('Without Reservations), non crédité
- 1949 : Chicken Every Sunday, non crédité
- 1952 : My Wife's Best Friend, non crédité
- 1958 : The Lineup
- 1961 : Les 101 dalmatiens : Puce
- 1963 : Merlin l'Enchanteur (The Sword in the Stone) : Archimède
- 1977 : Les Aventures de Winnie l'ourson (The Many Adventures of Winnie the Pooh) : Coco Lapin